# Грузијско-јерменски рат
Грузијско–јерменски рат био је краткотрајни погранични окршај који се десио у децембру 1918. године између новооснованих република Грузије и Јерменије, углавном због контроле над бившим окрузима Тифилиске губерније,  Лорију и Ахалкалакију.
У марту 1918. године Русија је потписала Брест-литовски мир и на тај начин пристала да се врате територије Османском царству стечене током Руско-турског рата 1877.-1878. Ове територије, међутим, више нису биле под функционалном контролом руске централне владе, њима су управљали Грузини, Јермени и Азери преко Закавкаског Сејма. Мировна конференција у Трабзону имала је за циљ да реши овај спор, али када конференција није донела решење Османлије су покренуле војну кампању да би преузеле контролу над регионом. Под упорним нападом, Закавкаски колектив се на крају распао са Грузинима, Јерменима и Азерима који су прогласили независне националне државе крајем маја 1918. године. 4. јуна, Османско царство је потписало Споразум у Батумију са сваком од трију земаља из Кавказа, који је окончао сукоб и доделио је Османлијама јужну половину етнички-јерменске провинције Лори и области Акалкалакија. Против воље Јерменије, Грузија је, уз подршку немачких официра, заузела северни Лори и успоставила војне положаје дуж реке Џорагет.
Када су Османлије потписале Примирје са Мудроса у октобру, од њих је тражено да се повуку из овог региона. Јерменија је брзо преузела контролу над територијом коју су претходно контролисале Османлије, а сукоби између Јерменије и Грузије почели су 18. октобра. Отворени рат почео је почетком децембра, након што дипломатски напори нису успели решити питање спорне границе, и наставили су се до 31. децембра, када је потписан прекид ватре посредством Уједињеног Краљевства, остављајући спорну територију под заједничком грузијском и јерменском администрацијом.

## Позадина

### Руска револуција
Након Фебруарске револуције, Привремена руска влада основала је Специјални Закавкаски комитет који ће управљати овим подручјем. Међутим, након Октобарске револуције, Специјални Закавкаски комитет је замењен 11. новембра 1917. године Закавкаским комесаријатом са седиштем у Тбилисију. Комесаријат је потписао Споразум у Ерзинџану са Османским царством 5. децембра 1917. године, чиме је окончан локални оружани конфликт са Османлијама. Комесаријат је активно настојао да потисне бољшевички утицај док је истовремено вршио пут ка независности Кавказа од бољшевичке Русије. То је укључивало оснивање законодавног тела, Закавкаског Сејма, коме је комесаријат предао своју власт 23. јануара 1918. године, након што су бољшевици распуштили Руску конститутивну скупштину. Сецесионистички и антибољшевички дневни ред на крају је довео до сукоба Сејма са централном владом. Руси су 3. марта потписали Брест-литовски мир који је означавао излазак Русије из Првог светског рата. У уговору, Русија је пристала да врати територије стечене током Руско-турског рата 1877-1878, не узимајући у обзир да су те територије сада биле под ефективном контролом јерменских и грузијских снага. Мировна конференција у Трабзону, између Османског царства и Сејма, почела је 4. марта и трајала је до априла. Османлије су понудиле да повуку своје претензије на Кавказу у замену за повратак провинција источне Анатолије које су изгубили у Брест-литовском споразуму.

### Независност
Током преговора на мировној конференцији, османски представници су извршили велики притисак на закавкаску делегацију да прогласи независност, јер су били вољни да потпишу споразум са Закавказјем само ако су независни од Русије. Закавкаски Сејм је повукао своје представнике са конференције 31. марта како би разматрали понуде Османског царства. Вођа закавкаске делегације Акаки Чхенкели је 5. априла прихватио Брест-литовски споразум као основу за будуће преговоре. Сејм је такође прогласио формалну независност од совјетске Русије проглашавајући оснивање Закавкаске Демократске Републике. Међутим, непријатељства су се наставила између нове републике и Османског царства, а до 25. априла османска војска је преузела контролу над Карсом и углавном се вратила на својим предратним положајима. У Батумију је 11. маја почела нова мировна конференција између Закавказја и Османског царства. На конференцији су Османлије додатно прошириле своје захтеве који су сада укључивали и Тбилиси, Александропољ и Вагаршапат. Османска војска је почела војну кампању 21. маја биткама код Сардарабада, Абарана и Каракилисе.
Од тог тренутка, водећи грузијски политичари гледали су на савез са Немачком као на једином начину да се спречи окупирање Грузије од стране Османског царства. Тако је Грузијски национални савет прогласио независност Демократске Републике Грузије 24. маја и два дана касније потпишу споразум у Потију са Немачком, стављајући се под Немачку заштиту. Наредног дана, Муслимански национални савет прогласио је независност Азербејџанске Демократске Републике. Напуштен од својих савезника, Јерменски национални савет је објавио декларацију о независности 28. маја. Османско царство је 4. јуна потписало мировни споразум у Батумију са сваком од три Закавкаске државе, чиме је сукоб са Османлијама окончан. Споразум је јужну половину етнички-јерменске провинције Лори и округа Акалкалаки доделио Османлијама, али није јасно одредио границе између нових земаља Закавказја. Као одговор на одлуке споразума и како би османским властима ускратили директан пут до Тбилисија, грузијске јединице подржане од стране немачких официра заузеле су северни део округа Лори и успоставиле своје страже дуж реке Џорагет.

### Почетни сукоби
Почетком октобра 1918. године Османлије су се повукле из јужног дела Лорија, чиме је елиминисан територијални тампон између Јерменије и Грузије. Јерменска војска је брзо попунила празнину тако што је 18. октобра преузела контролу над већим делом јужног Лорија у одсуству било каквог отпора. Први инцидент између Јерменије и Грузије догодио се истог дана када је јерменски војни одред заузео железничку станицу у селу Кобер код Тумањана, одбијајући накнадни захтев Немаца да се повуку. Локални граничари су позвали помоћ, а Грузијска влада је одговорила тако што је послала два оклопна воза и одред од 250 војника, што је присилило Јермене да напусте Кобер. Пет дана касније, три јерменске чете напале су и разбиле немачке гарнизоне у близини села Каринж. Раније је Грузијска влада у Тбилисију примила писмо од јерменског премијера Хованеса Кажазнунија, у коме је затражено да се Грузија повуче из округа Лори, како би се избегла катастрофална криза за обе земље. Сукоби су се интензивирали од 25. до 27. октобра, а ниједна страна није остварила предност, све док Грузини нису послали већу чету са оклопним возом да подрже своје немачке савезнике. Само дан касније, Грузијска влада је примила телеграм од Јерменије у којем је објаснила да су напади резултат неспоразума и предложено је да се сазове конференција за решавање граничног питања. Јерменске трупе су 27. октобра напустиле два окупирана села и повукле се на југ.

### Неуспели дипломатски покушаји
Услови Примирја са Мудроса између Османског царства и савезника захтевали су од Османлија да напусте Кавказ. Одлазак Османлија створио је вакуум моћи у пограничном подручју, посебно између Јерменије и Грузије.  Јерменија и Грузија почеле су билатералне разговоре у новембру 1918. године, а Грузија је послала специјалног изасланика у Јереван. Истовремено, Грузија је позвала нове независне владе Кавказа у Тбилисију на конференцију са главним циљем решавања граница и питања од заједничког интереса. Генерална идеја конференције била је добро прихваћена од стране Јерменске владе, међутим, влада Јерменије узела је изузетак у погледу опсега и брзих временских рокова конференције. Нарочито, Јерменија није била заинтересована да расправља о граничним питањима на конференцији. Јерменија је наговестила да ће учествовати, препознајући брзо променљиво политичко окружење после Првог светског рата, али је поново нагласила да неће расправљати о питањима разграничења. Генерално, међутим, Грузија је са своје позиције затражила да граница са Јерменијом буде у складу са границом бивше руске царске Тифлиске губерније, док је Јерменија тражила да граница одговара етничком саставу или старијим историјским границама.
Конференција је почела 10. новембра у Тбилисију а присуствовале су само Азербејџанска Демократска Република и Планинска Република Северног Кавказа. Јерменска делегација је првобитно изјавила да нису били у могућности да присуствују због лошег железничког саобраћаја између Јеревана и Тбилисија. Грузијска делегација предложила је да се почетак конференције одложи за 13. новембра како би се угодно сместили, али су их Јермени одбили из неколико разлога, укључујући недостатак или спремност и јасноћу у неколико питања. Јерменска делегација је наставила да одлаже, а Грузија је прво одложила почетак конференције за 20. новембар, а затим за 30. новембар. Након последњег одлагања, конференција се распала, а пет дана касније, 5. децембра, грузијска мисија на челу са Симоном Мдиванијем напустила је Јереван. Грузија је касније обавестила Јерменију о својој спремности да искључи дискусију о граничним споровима из програма конференције, али Јерменија је још једном одложила одговор, наводно због саботаже телеграфских линија.
Пре него што је напустила Јереван, Мдиванијева мисија је почела разговоре са владом Јерменије, током који је Јерменија показала спремност да се одрекне претензија на Ахалкалакију и Борчало у замену за грузијску помоћ за поновно заузимање Карабаха или помоћ у претензијама над историјским територијама Западне Јерменије. Грузијска влада је међутим одбила такве понуде, јер нису желели да се уплићу у нови сукоб са османском војском. Усред неуспелих преговора, Грузија је распоредила трупе у селима у близини границе, што је само повећало напетост ситуације.

## Отворена непријатељства

### Јерменска офанзива
Почетком децембра 1918, Грузини су били суочени са регионалном побуном на подручју Лори, углавном у селу Узунлар. Локални гарнизон у селу Узунлар био је нападнут од стране незадовољних локалних сељака, што је довело до убиства једног грузијског војника, а преостали војници су били разоружани и заробљени. Грузини су тврдили да су се јерменски војници из 4. пешадијског пука прерушили у разбојнике и подстакли побуну, док је Јерменија заузела став да су догађаји резултат грузијског суровог понашања према локалној јерменској етничкој популацији. Као одговор генерал Варден Тсулукидзе је послао 200 војника у то подручје како би угушили побуну. Одред је, међутим, био неспособан да пружи било какву помоћ, јер су их дочекали тешком паљбом.

#### Борчали/Лори округ
Још увек не схватајући стварни обим претње с којом се суочава, Тсулукидзеово седиште у Санахину брзо је опкољено од стране редовних јерменских војних јединица што је довело до тешких борби око железничке станице. Јермени су саботирали шине и успели су да у заседи ухвате оклопни воз који је превозио две грузијске пешадијске чете. Тсулукидзе се повукао из Санахина у Алаверди, који су такође напале јерменске снаге, користећи артиљерију из заробљених возова да нападну повлачење грузијских трупа. Више грузијских појачања стигло је 12. децембра, обезбјеђујући линију око Алавердија, али су били неуспешни у спашавању око 60 Грузина који су остали заробљени на шинама између два села. Још један воз са појачањима се искрцао истог дана. У том тренутку, Грузијци су имали мање од 700 војника који су учествовали у борбама, док је већина њих заузела одбрамбене положаје у Алавердију, опремљена са неколико пушака и минобацача. Дана 14. децембра, опколили су их око 4000 војника из јерменске 1. и 2. артиљеријске дивизије. Суочен са безнадежном ситуацијом, генерал Тсулукидзе је наредио генерално повлачење и успешно се пробио до Садахла.
Истовремено од 12. дo 14. децембра, грузијске снаге су нападнуте од јерменских код села Ташир и Приволноје. Одред Националне гарде, који је чувао Ташир, позван је 12. децембра назад у Тбилиси како би учествовао на војној паради поводом прве годишњице оснивања Националне гарде Грузије. Неколико стотина мушкараца, иако је било знатно надмашено у бројности, пружили су бруталан отпор својом артиљеријом, користећи шрапнелску муницију на отвореном простору. Јермени су на крају успели да заузму оба села. Грузијске снаге, које су претрпеле велике људске и материјалне губитке, повукле су се ка Болнисију. Јермени су до 14. децембра већ сакупили више од 6,500 редовних војника који су имали подршку преко хиљаду локалних наоружаних полицајаца. Они су контролисали отпор који је опстао у троуглу Александровка-Ташир-Приволноје. До краја другог дана тог напада, јерменска армија је заробила скоро сва спорна села. Санахин и Алаверди су такође пали. Грузијски браниоци и избеглице почели су 17. децембра евакуисати подручје возом. Грузини су претрпели велике губитке, остављајући за собом стотине затвореника, један воз и оба избачена из колосека оклопна воза. Леви бок Јерменске војске, којим су командовали пуковници Никогосов и Королков, извршили су одлучујуће бочне маневре који су изненадили и опколили Грузине у Ајруму и кулминирали су заузимањем града 18. децембра. Око 560 људи је убијено, рањено или заробљено, и укупно 25 митраљеза и два топа.
Истог дана јерменске снаге су стигле до Садахла, где су их зауставиле грузијске снаге утврђене на станици и стратешким висинама. Како би заобишли грузијске војнике следећег дана су заузели град Шулавери. Королков је позвао све јерменске мушкарце да се боре да мобилишу и подрже офанзиву војске. Јермени су 20. децембра блокирали виталну железничку станицу која је повезивала Садакло са Тбилисијем, спречавајући нова појачања. Дан након тога, они су прикупили артиљерију и започели напад на град, да би их одбили тешки губици нанесени од стране бранилаца, који су били опремљени оклопним возом. Користећи исти воз, преостале грузијске трупе повукле су се из окружења како би се придружиле обрамбеној линији даље на северу. Након тог пораза, генерал Тсулукидзе је дао оставку а заменио га је генерал Сумбаташвили. Грузијска војска се већ мобилисала у округу Лори и почела припрема за велике контранападе.

#### Ахалкалаки област
Мање значајни су били сукоби у округу Ахалкалаки. Јерменска операција је осујећена масовним војним присуством Грузије и недостатком подршке локалног јерменског становништва. У овој области је био распоређен гарнизон са преко 6,000 војника под командом генерала Абела Макашвилија. Упркос изгледима, јерменске снаге су кренуле у офанзиву и заузеле четири села. Макашвили је тражио да одмах напусте то подручје, јер би се иначе десиле казнене мере. Јермени су 14. децембра испунили захтев и напустили села, да би обновили нападе неколико дана касније, овога пута уз подршку коњице. Село Троицкоје је променило власт неколико пута док га Грузини на крају нису вратили и протерали све јерменске јединице из тог подручја. 19. децембра јерменске снаге су поново покушале да заузму Троицкоје, али су биле одбачене, изгубивши 100 мушкараца у грузијској митраљеској паљби. Због тешких зимских олуја, ниједна страна није могла остварити никакав војни пробој у региону. Сукоби у округу Ахалкалаки престали су до краја рата, док су све грузијске трупе морале да остану, по заповедном налогу, упркос критичној ситуацији у Лорију.

### Грузијски контранапад и крај рата

#### Битке за Катариненфелд и Шулавери

##### Катариненфелд
Јерменска војска је наставила напредовати и окупирала је већину села у Лори / Борчалију, у којима су доминирали Јермени, а затим је ушла у град Болниси-Кначен, близу Катариненфелда и одмарала се само неколико десетина километара од грузијске престонице. Иако напад на Тбилиси није био примарни циљ за Јермене, то је била алармантна непосредна претња Грузијској влади. Налог за мобилизацију издат је 18. децембра и одобрен је само 2 дана касније. Генерал Валико Јуџели био је задужен за лоше дисциплиноване трупе Националне гарде Грузије у Катериненфелду, док је генерал Ахметашвили именован  за врховног команданта грузијских војних снага у округу Лори. Јуџелијевих 600 људи утаборили су се на лошем и непажљиво организованом положају, чак и без постављања стражара, што је омогућило јерменској полицији да им се преко ноћи прикраде и заплени неколико топова и митраљеза и позиционира се на крововима да изненади Грузине. Међутим, Јермени нису успели да искористе предност коју су стекли, Јуџелијеви војници успели су да искористе неорганизованост Јермена и у блиској борби поврате изгубљену опрему и потисну Јермене из града, али са тешким губицима од преко 30 убијених и 70 рањених војника. Јермени су такође претрпели велике губитке током повлачења са око 100 убијених и 100 заробљених војника када их је напала грузијска коњица коју је предводио пуковник Чолокашвили. Грузијске трупе су прешле реку Храми с главним циљем да сломе јерменске снаге у подручју Даџети-Самшвилди. Јерменске трупе, укључујући 500 добро утврђених полицајаца, биле су нападнуте од стране грузијске артиљерије, а 24. децембра села Болниси, Хачени и Самшвилде, била су заузета од стране грузијске војске, која је елиминисала већину отпора током заузимања.

##### Поновно заузимање Шулаверија и застој
Истеривањем грузијских трупа из Садахла, Јермени су ефективно контролисали већину спорних подручја у округу Борчали / Лори, осим Катариненфелда којег су Грузини успели да ослободе. Након претећих захтеве генерала Канајана, који је директно претио нападом на Храм и индиректно нападом на Тбилиси у случају да Грузија званично не призна и препусти област Ахалкалаки Јерменији, Грузини су се брзо прегруписали са дефанзивног на офанзивни положај. Грузијска влада именовала је свог најугледнијег војног заповедника Мазниашвилија, заповедника задуженог за планирану операцију Шулавери, док су га подржавали генерали Квинитадзе и Сумбаташвили. Дана 24. децембра, Јермени који су бранили железничку станицу Ашага-Серал били су изненађени нападом грузијске коњице коју је подржавала артиљеријска ватра из оклопног воза. Само неколико сати касније, грузијска пешадија је ушла у неколико села и Мали Сулавери и обезбедила железнички мост, док је један батаљон очистио стратешку планину између Ашага и Шулаверија. Те акције су омогућиле генералштабу да се приближи линији фронта на станици. Снаге генерала Канајана су задржале иницијативу јер су имале предност у бројности и положајима, док су Грузини и даље нагомилавали војску како би могли да изврше одлучне нападе. Уместо тога, Мазниашвили је прибегао дубоким маневрима који су обављали појединачни пешадијски и коњски одреди како би спречили координиран напредак Јермена док се главна војска још увек окупљала. Да су Јермени покренули напад пре него што је грузијска војска достигла пуну снагу, ништа их не би спречило да заузму Тбилиси. Мазниашвилијев план је био да се одврати од диверзантских бочних маневара који су претили Шулаверију и стратешки важној железничкој вези. Јерменски команданти су одговорили тако што су распоредили и концентрисали већину своје војске у и око Шулаверија заузимајући одбрамбене положаје и мобилишући све расположиве снаге да се супротставе потенцијалном грузијском нападу на град. Мазниашвили је успео са својим планом. Он се усредсредио са оним што је имао на располагању, око 1000 људи, да изведе неколико истовремених нападима на бокове у којима су заузели неколико села око Шулаверија 25. децембра. Северно од Шулаверија, батаљон Националне гарде Грузије обезбедио је планину директно окренуту граду, која је представљала одлучујуће стратешко упориште које је надгледало већи део области. Напад на сам Шулавери уследио је скоро одмах од стране артиљерије и два грузијска авиона која су бацила бомбе на јерменске положаје. Генерални напад је био заказан за следећи дан 26. децембар. Међутим, батаљон који је требало да чува планину, напустио је положај како би се војници снабдели и одоморили. Као резултат тога, Јермени су је поново освојили, само да би били протерани истог дана. Парадоксално је да су идентична ситуација догодила убрзо након тога. Грузини су још једном напустили планину из истог разлога и изгубили је по трећи пут. Командант батаљона поднео је оставку због понашања својих људи. Због тога је операција одложена за 27. децембар. Мазниашвили је покушао да заузме Шулавери фронталним нападом који је лично предводио, али су га одбранили Јермени. Дан касније грузијска војска је након двочасовне артиљеријске ватре и поновљене офанзиве са 3,500 војника успела да потисне Јермене и заузме стратешки важне високе положаје источно од града. Шулавери је поново освојен и у сумрак истог дана грузијски генералштаб је ушао у град, 29, децембра. Настрадало је преко 200 јерменских војника, а јерменска армија се поделила у две групе и повукла. Једну од група која се кретала према Садахлу дуж железничке пруге пресрела је и раштркала грузијска коњица. Друга група се вратила у село Сиони. 24 сата касније, 30. децембра, Грузини су заузели Садакло и село Ламбало. Необавештен правовремено од стране владе о планираном примирју које ће почети 1. јануара 1919. године, Мазниашвили је планирао још једну велику офанзиву али не пре 1. јануара. Са друге стране Јермени су већ били информисани и припремали су се да поново освоје Садакло и Ламбало 31. децембра. У борбама 31. децембра ниједна страна није постигла своје циљеве. Јермени су поново успели да заузму Ламбало, али нису успели да освоје оближњу железничку станицу док су Грузини држали сам град. Грузини са друге стране нису успели да поново преузму Ламбало након неколико покушаја чак и када су били појачани. Обе војске дочекале су примирје на неправилним линијама. Дана 1. јануара 1919. године непријатељства су престала и команданти војски двеју нација одржали су мировне преговоре који су се наставили у Тбилисију. Сукоб је званично окончан 9. јануара, уз ангажовање британског специјалног изасланика.

## Последице
Обе стране потписале су мировни споразум у јануару 1919. године уз посредовање Британаца. Јерменске и грузијске трупе напустиле су територију и обе стране су се сложиле да започну разговоре о одређивању неутралне зоне. Касније је неутрална зона била подељена између Јерменске ССР и Грузијске ССР.

## Фусноте
1. 1 2 3 4  Hovannisian 1971, стр. 119.
2. 1 2 3 4  Andersen & Partskhaladze 2015, стр. 18.
3. 1 2 3  Andersen & Partskhaladze 2015, стр. 44.
4. 1 2 3  Hovannisian 1971, стр. 118.
5. 1 2 3 4 5 6  Andersen & Partskhaladze 2015, стр. 28.
6. ↑  Andersen & Partskhaladze 2015, стр. 27.
7. ↑  Hovannisian 1971, стр. 111.
8. ↑  Andersen & Partskhaladze 2015, стр. 29.
9. ↑  Hovannisian 1971, стр. 125.
10. 1 2  Andersen & Partskhaladze 2015, стр. 26–45.
11. 1 2  Hovannisian 1971, стр. 111–119.
12. ↑  სომეხი ტყვეები 1918 წლის ომის დროს 2016, стр. 1.
13. ↑  Andersen & Partskhaladze 2015, стр. 48.
14. ↑  Mikaberidze 2015, стр. 612-613.
15. 1 2  Mikaberidze 2015, стр. 32.
16. ↑  Swietochowski 1985, стр. 119.
17. 1 2  Smele 2015, стр. 226–227.
18. ↑  Hovannisian 1971, стр. 23.
19. ↑  Shaw 1977, стр. 326.
20. 1 2 3  Hille 2010, стр. 76.
21. ↑  Hovannisian 1997, стр. 292–293.
22. ↑  Macfie 2014, стр. 154.
23. ↑  Payaslian 2008, стр. 150.
24. 1 2  Hille 2010, стр. 71.
25. ↑  Lang 1962, стр. 207–208.
26. ↑  Hille 2010, стр. 177.
27. ↑  Hovannisian 1997, стр. 186–201.
28. ↑  Payaslian 2008, стр. 152.
29. 1 2  Hovannisian 1971, стр. 71.
30. ↑  Hovannisian 1971, стр. 73.
31. ↑  Hovannisian 1971, стр. 73-75.
32. ↑  Hovannisian 1971, стр. 75.
33. 1 2  Andersen & Partskhaladze 2015, стр. 20.
34. 1 2 3 4 5  Andersen & Partskhaladze 2015, стр. 23.
35. ↑  Walker 1980, стр. 267–268.
36. ↑  Andersen & Partskhaladze 2015, стр. 17.
37. ↑  Hovannisian 1971, стр. 97.
38. 1 2 3 4 5  Andersen & Partskhaladze 2015, стр. 24.
39. ↑  Hovannisian 1971, стр. 103.
40. ↑  Andersen & Partskhaladze 2015, стр. 25.
41. ↑  The village is currently named Odzun but was named Uzunlar until 1967.
42. 1 2  Hovannisian 1971, стр. 104.
43. ↑  Andersen & Partskhaladze 2015, стр. 26.
44. ↑  „Armeno-Georgian War of 1918 and Armeno-Georgian Territorial Issue in the 20th Century, Andrew Anderson”. Архивирано из оригинала 16. 11. 2018. г. Приступљено 28. 05. 2019.
45. ↑  The Republic of Armenia Volume I: 1918-1919, Richard G. Hovannisian
46. ↑  INDEPENDENT GEORGIA (1918-1921), David Marshall Lang
47. ↑  Hovannisian 1971, стр. 101.
48. ↑  Hovannisian 1971, стр. 102.
49. ↑  Andersen & Partskhaladze 2015, стр. 39.
50. 1 2 3  Andersen & Partskhaladze 2015, стр. 40.
51. 1 2  Hovannisian 1971, стр. 114.
52. 1 2  Andersen & Partskhaladze 2015, стр. 42.
53. ↑  Andersen & Partskhaladze 2015, стр. 43.